# This Means War (Attack Attack!)
This Means War è il terzo e ultimo album in studio del gruppo musicale statunitense Attack Attack!, pubblicato il 17 gennaio 2012 dalla Rise Records.
Con l'abbandono del gruppo del cantante melodico e chitarrista Johnny Franck, Caleb Shomo non solo diventa l'unico cantante degli Attack Attack!, ma produce e mixa nella sua interezza il loro ultimo album, che rispetto alle precedenti produzioni della band presenta un suono ritenuto dalla critica più duro e coerente, con influenze pop ma con meno sonorità elettroniche, e incentrato maggiormente sul metal.
Alla fine del 2012 Caleb Shomo e John Delgado lasciano la formazione, e nella primavera successiva gli Attack Attack! si scioglieranno definitivamente.

## Tracce
1. The Revolution – 4:11
2. The Betrayal – 3:26
3. The Hopeless – 3:37
4. The Reality – 3:50
5. The Abduction – 3:01
6. The Motivation – 4:06
7. The Wretched – 4:05
8. The Family – 3:11
9. The Confrontation – 3:36
10. The Eradication – 3:21

## Formazione
Attack Attack!
- Caleb Shomo – voce, chitarra, programmazione, tastiera, sintetizzatore
- Andrew Whiting – chitarra
- John Holgado – basso, voce secondaria
- Andrew Wetzel – batteria, percussioni

Produzione
- Caleb Shomo – produzione, ingegneria del suono, missaggio
- Sean Mackowski – ingegneria parti vocali
- Megan Thompson – direzione artistica, design, fotografia

## Classifiche
| Classifica (2012)         | Posizione massima |
| ------------------------- | ----------------- |
| Stati Uniti               | 11                |
| Stati Uniti (digital)     | 7                 |
| Stati Uniti (independent) | 2                 |
| Stati Uniti (alternative) | 4                 |
| Stati Uniti (hard rock)   | 2                 |
| Stati Uniti (rock)        | 4                 |